# Сънрайс Адамс
Сънрайс Адамс (на английски: Sunrise Adams) е американска порнографска актриса и писател.

## Биография
Родена е на 14 септември 1982 г. в град Сейнт Луис, Мисури, САЩ, но израства в малкото градче Комо, Хопкинс, щата Тексас, където учи в училището Комо-Пиктън. В това училище играе във футболния и в баскетболния му отбор. На 16-годишна възраст напуска Комо-Пиктън и се записва в намиращ се наблизо колеж, където завършва средното си образование.
Сънрайс Адамс е племенница на порнографската актриса Сънсет Томас, като именно леля ѝ има основен принос тя да започне да снима порно, убеждавайки я да се насочи именно към порнографията. Адамс започва своята кариера в индустрията за възрастни през 2001 г., когато е на 19-годишна възраст.
В периода от 2004 до 2006 г. се оттегля от порноиндустрията и работи като агент по недвижими имоти.
Авторка на романа The Lust Ranch (ISBN 1-56025-783-0), издаден през 2005 г.

## Награди и номинации
Носителка на награди
- 2003: Venus награда за най-добра нова звезда в САЩ.[6]
- 2004: AVN награда за най-добра орална секс сцена (филм) – съносител с Ранди Спиърс за изпълнение на сцена във филма „Сърцето на джунглата“.[7]

Номинации
- 2003: Номинация за AVN награда за най-добра актриса.
- 2003: Номинация за AVN награда за най-добра нова звезда.[8]
- 2004: Номинация за AVN награда за изпълнителка на годината.[9]
- 2004: Номинация за AVN награда за най-добра поддържаща актриса (филм).[9]
- 2005: Номинация за AVN награда за най-добра актриса (филм) – „Debbie Does Dallas: The Revenge“.[10]